# Harry Julian Allen
Pour les articles homonymes, voir Allen et Harry Allen.
Harry Julian Allen, également connu sous le nom Harvey Allen, est un ingénieur aéronautique et un directeur de la NASA à Ames Research Center, connu pour ses travaux sur les corps émoussés pour la rentrée atmosphérique, concept allant à l'opposé des corps élancés de l'aérodynamique supersonique.

## Carrière
Allen étudie à l'Université Stanford où il obtient un Bachelor of Arts en ingénierie en 1932 et un diplôme d'ingénieur aéronautique en 1935. En 1936, il rejoint le NACA au Centre de recherche Langley. En 1940, il part au Laboratoire de recherches Ames, en tant que chef de la Direction Aérodynamique théorique (à partir de 1941), chef de la division de recherche sur les haute vitesses (à partir de 1945), directeur adjoint pour Astronautique (à partir de 1959 ), et enfin directeur du centre (1965-1969).

## Recherche
Allen est intéressé par la totalité du domaine de l'aérodynamique, et apporte une contribution à l'étude des problèmes subsonique, transsonique, supersonique et hypersonique. Lorsque les États-Unis se sont intéressés à la conception des missiles balistiques, Allen lance des recherches dans la dynamique et la thermodynamique de la rentrée atmosphérique, ainsi que les effets du rayonnement et des météorites sur véhicules spatiaux. Sa contribution la plus importante dans ce domaine est l'idée d'utiliser un nez émoussé pour les véhicules de rentrée. Les missiles balistiques antérieurs, mis au point par les États-Unis et l'Union soviétique, utilisaient des corps élancés de faible traînée mais étaient handicapés par les importants flux thermiques induits. Allen a démontré qu'un corps émoussé, même s'il avait une plus grande traînée, aurait une onde de choc détachée permettant un moindre transfert thermique sur le véhicule que la forme traditionnelle avec son onde de choc attachée. La théorie de Allen a conduit à la conception du bouclier thermique ablatif.
Il est également connu pour avoir trouvé une solution analytique approchée de la trajectoire d'un objet à la rentrée : la trajectoire d'Allen.

## Prix et distinctions
- Membre de l'American Institute of Aeronautics and Astronautics
- Membre de la Royal Aeronautical Society de Grande-Bretagne
- Membre de l'American Astronautical Society
- Membre de la Meteoritical Society
- Membre de la National Academy of Engineering
- Prix Sylvanus Albert Reed de l'Institut des Sciences Aérospatiales, prédécesseur de l'American Institute of Aeronautics and Astronautics (AIAA) (1955)
- Wright Brothers Lectureship de l'Institut des Sciences de l'Aérospatial (1957)
- Médaille pour services éminents de la NACA (1957)
- Trophée Airpower de l'Air Force Association (1958)
- Médaille de la NASA pour les réalisations scientifiques exceptionnelles (1965)
- Médaille Daniel Guggenheim décerné par AIAA, ASME et SAE (1969)